# جيني بولتون
جيني بولتون (بالإنجليزية: Jenny Bolton)‏ هي لاعبة هوكي الجليد بريطانية، ولدت في 22 سبتمبر 1992.